# Honda CBR1000RR
Honda CBR1000RR još poznatija pod imenom "Fireblade" počela je sa proizvodnjom od 2004. godine kao naslednik poznate Honde CBR954RR.

## O modelu
Još od momenta prvog predstavljanja Fireblade modela 1992. godine Honda je u potrazi za motociklom koji se uklapa u koncept totalne kontrole. U poslednjoj deceniji CBR 1000 RR je izrastao u najviše balansiran Super sport motocikl na tržištu. Kombinujući izuzetne performanse i upravljivost sa mogućnošću da izvuče ono najbolje iz svakog vozača, Hondini inženjeri su za sezonu 2014. pripremili posebnu verziju Fireblade-a. Poznat u čitavom svetu po svojoj neverovatnoj brzini i agilnosti, CBR 1000RR Fireblade je ikona u svetu motocikala visokih performansi. Total Control predstavlja srce i dušu razvoja ovog modela, od trenutka kada je Fireblade predstavljen 1992. godine, pa kroz sve dalje uspehe koji taj razvoj neprestano potvrđuju. Honda neprestano radi na poboljšanju komfora u vožnji koji vozaču obezbeđuje visok nivo samopouzdanja i na putu i na trkačkoj stazi.
Honda je 2009. godine dodatno obogatila Total Control filozofiju uvođenjem kombinovanog elektronskog ABS sistema, razvijenog specijalno za klasu super sportskih motocikala, u cilju očuvanja neophodnog osećaja kontrole bez povećavanja ukupne težine i performansi neophodnih za ovako kompetitivnu kategoriju. Pokreće ga redni četvorocilindraš od 999.8 kubika koji isporučuje 212.8 konjskih snaga. Sa ovim motociklom se lakše i brže izlazi iz krivine bez promene stepena prenosa. Za razliku od osnovnog modela, SP je opremljen novim Öhlins prednjim i zadnjim vešanjem. Ovakvom vešanju su prilagođene Brembo mono čeljusti sa odgovarajućom smesom kočionih pločica.

## Specifikacije
| Tip motora             | Vodom hlađeni, četvorotaktni linijski DOHC motor sa 16 ventila             | Međuosovinsko rastojanje | 1,410mm                                       |
| Zapremina motora       | 999.8cm3                                                                   | Odstojanje od tla        | 130mm                                         |
| Maks. snaga            | 131kW/12,000min-1                                                          | Masa motora              | 199kg (F: 105kg; R: 94kg)                     |
| Maks. moment           | 112Nm/8,500min-1                                                           | Maks. nosivost           | 180kg                                         |
| Zapremina rezervoara   | 17.7litara (uklj. 4-litra označena na LCD ekranu)                          | Ukupna težina            | 200kg /211kg sa ABS-om                        |
| Potrošnja goriva       | 16.9km/l (WMTC režim*)                                                     | Prednji točak            | Trokraki Hollow aluminijumski                 |
| Sistem paljenja        | Kompjuterski kontrolisano digitalno paljenje sa elektronskim pretpaljenjem | Zadnji točak             | Trokraki Hollow aluminijumski                 |
| Prednje svetlo         | 12V, 55W x 1 (kratko)/55W x 2 (dugo)                                       | Dimenzije guma napred    | 120/70 -ZR17M/C (58W)                         |
| Kvačilo                | Mokro, višelamelno sa oprugom                                              | Dimenzije guma pozadi    | 190/50 -ZR17M/C (73W)                         |
| Kvačilo funkcionisanje | Mehaničko; pokretano sajlom                                                | Kočnice napred           | 320 x 4.5mm hidraulične dual hidraulični disk |
| Prenos                 | 6-stepeni                                                                  | Kočnice pozadi           | 220 x 5mm hidraulični disk                    |
| Tip rama               | Diamond; aluminijumski ram twin-spar                                       | Dimezije (LxWxH)         | 2,077 x 685 x 1,135mm                         |

## Istorija

### Prva generacija (2004—2005)
Dizajniran za učešće u Superbike World Championship kao i u drugim trkama, lagani, kompaktni 998cc motor programiran sa Dual Sequential Fuel Injection (PGM-DSFI) sistemom u kome su učestvovala dva nezavisna injektora po cilindru, kao i direktni sistem vazdušne indukcije koji pomaže motoru da ponudi odlične izlazne karakteristike i brz odgovor gasa od sredine do visokih obrtaja.

### Druga generacija (2006–2007)
Zadržavajući osnovnu strukturu modela od 2004. godine, model 2006. godine ima promene u obliku ventila i podignuta je efikasnost sagorevanja, kao i poboljšanja na polju sistema usisa i izduva samog motora. Prečnik diska prednje kočnice je povećan sa 310 mm do 320 mm, a njegova debljina je smanjena sa 5 mm do 4,5 mm. Ove promene su podigle performanse kočenja uz smanjenje težine vozila . 

### Treća generacija (2008)
Prema konceptu sve najbolje u Super Sportu, treća generacija CBR1000RR je dizajnirana da bude broj 1. u vođžnji , dizajnu i snazi. Tradicionalna vožnja na CBR serije je takođe poboljšana. Lagani točkovi i monoblok kočnica doprinelo je dizajnu koji je bio više lagan i kompaktan , a novi kraći lonac pomogao koncentrisati masu .

### Četvrta generacija (2009)
CBR1000RR ABS paket prvi svetski elektronski kontrolisan kombinovani ABS za super sport motocikl. Ovaj sistem konvertuje hidrauličke pritisake koje generiše kočnica polugom i pedalom u elektronske signale , koji zauzvrat komuniciraju sa sistemom koji primenjuje kočionu silu. Pošto računar nudi preciznu kontrolu distribucije silu kočenja prednje - zadnje i ABS rada , sistem prilagođava karakteristike vozila koji su bili problem u sprovođenju ABS-a. 

### Peta generacija (2010—2011)
Ova generacija je razrađena u svakoj oblasti da ponudi vozaču uživanje. Da bi se ublažile varijacije momenta tokom vožnje, prečnik ACG zamajaca je povećan, što dovodi do povećanja 6,87 odsto u inercijalnom masi radilice i srodnih delova. Da bi se sprečilo povećanje težine , motorni ventilator hladnjaka je napravljen kompaktniji , debljina izduvnih cevi je smanjena , a glava motora je napravljena od aluminijuma. 

### Šesta generacija (2012—2014)
2012 CBR1000RR je dizajniran sa fokusom na jednostavnost rukovanja koji je neophodan na super sport motociklima. U svakom pogledu , motocikl je dostigao novi nivo zrelosti. Prednji i zadnji amortizeri , koje imaju značajan uticaj na upravljanje , su dobili potpuno nove strukture. Zadnji koristi Balance-Free Rear Cushion u kojem se klipni slajdovi pomeraju manje unutar cilindra. Prednji koristi veliki Piston Front Fork sa većim pritiskom koji ravnomernije generiše amortizaciju.

## Spoljašnje veze
- O modelu Архивирано на веб-сајту  (21. децембар 2014)
- Specifikacije Архивирано на веб-сајту  (21. децембар 2014)
- Istorija